# Moviment oblic
El moviment oblic és el que es dona entre les diferents veus o parts d'una composició polifònica i contrapuntística quan una o algunes d'aquestes veus, es mouen en un sentit, ja sigui ascendent o descendent i l'altra (o les altres) es manté sobre la mateixa nota.
Això és aplicable a les dues veus d'una composició a dues veus però també a les relacions que hi hagi entre dues o més veus en una composició que en tingui més de dues.
Les altres dues possibilitats de relació entre les diverses veus en el contrapunt són el moviment paral·lel i el moviment contrari.